# Reduvius personatus
Réduve masqué
Espèce
Reduvius personatus, le réduve masqué, est une espèce d'insectes hétéroptères (punaises) de la famille des Reduviidae.

## Description

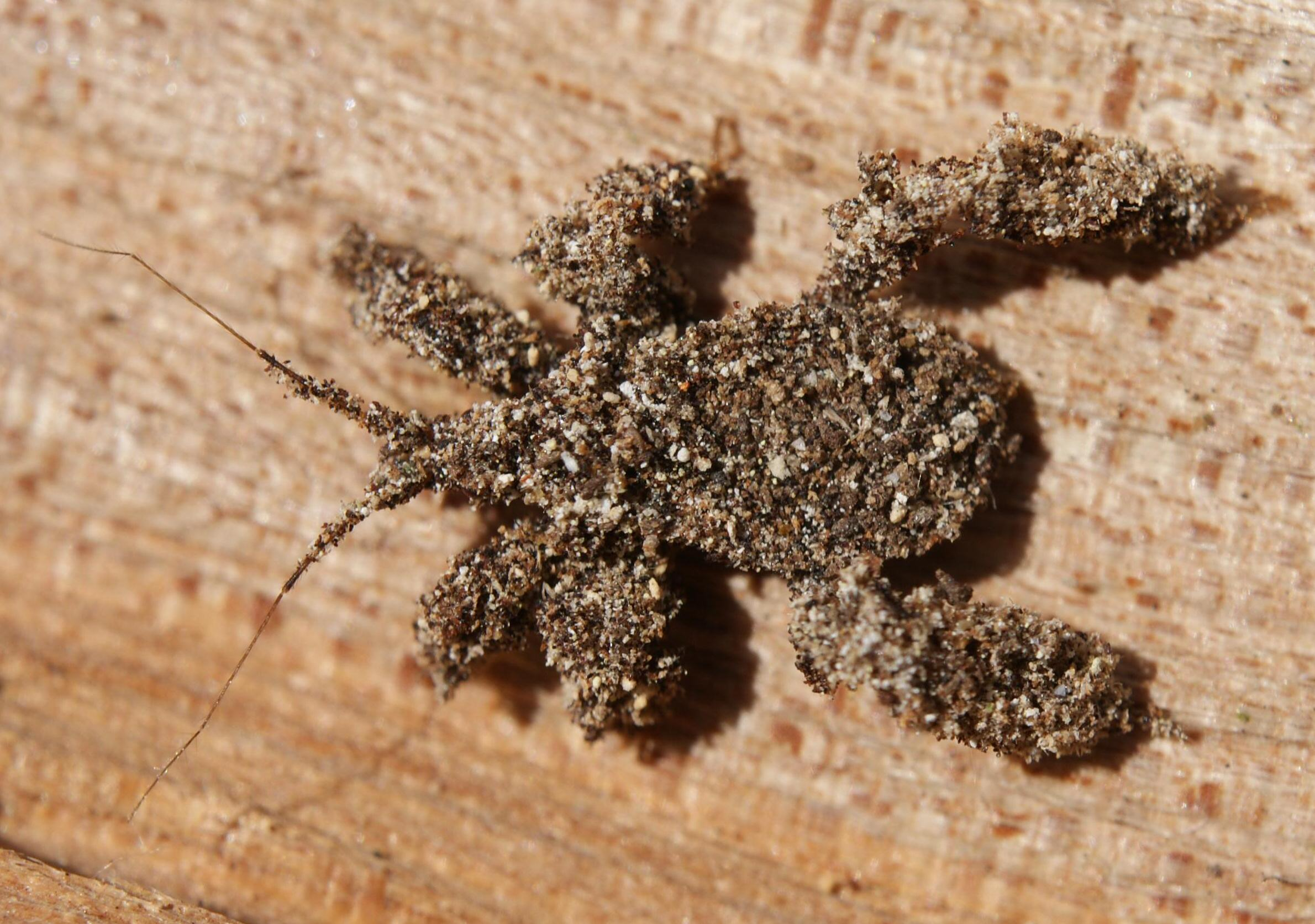
Larve camouflée sous son masque de poussière
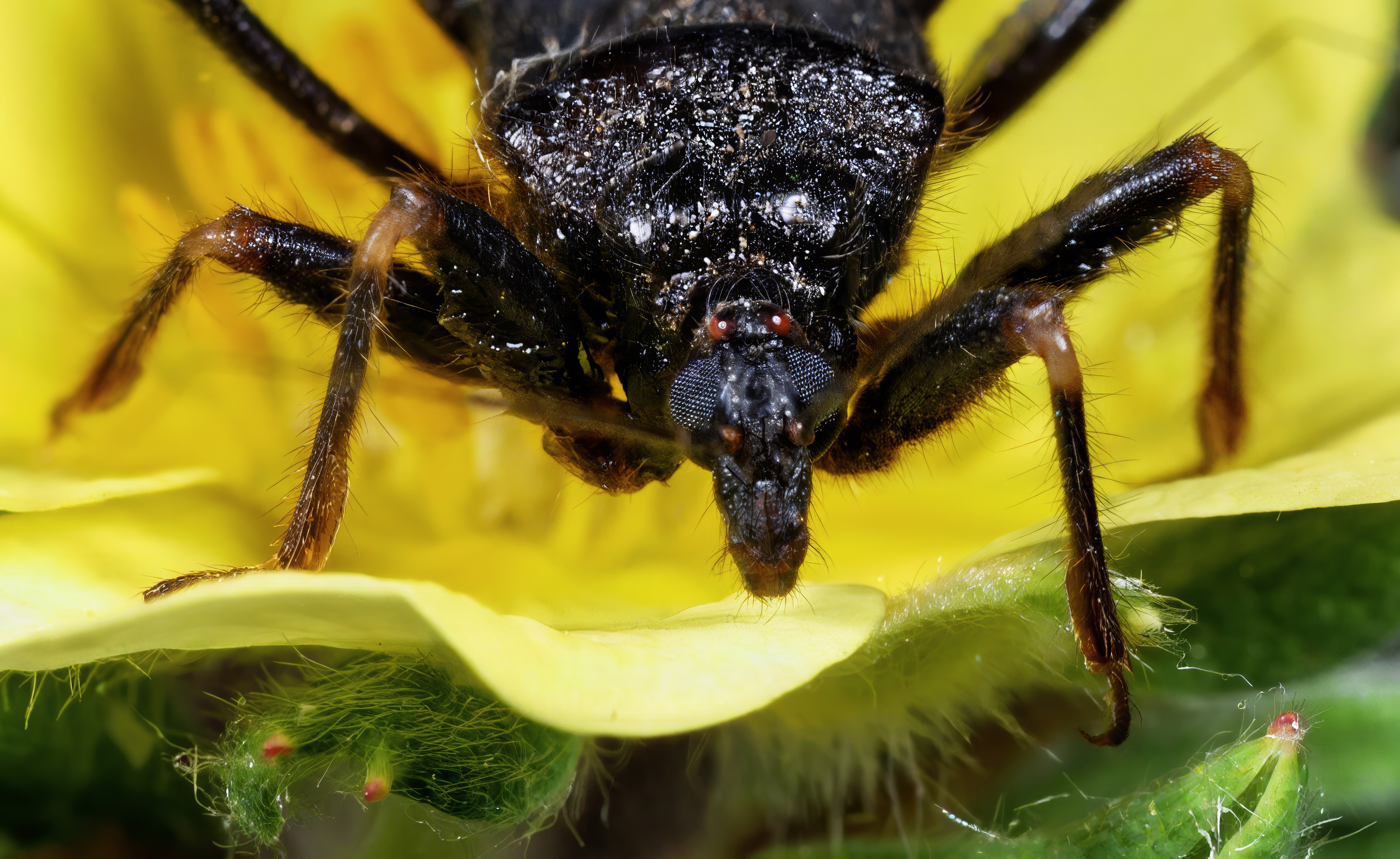
Portait de l'imago
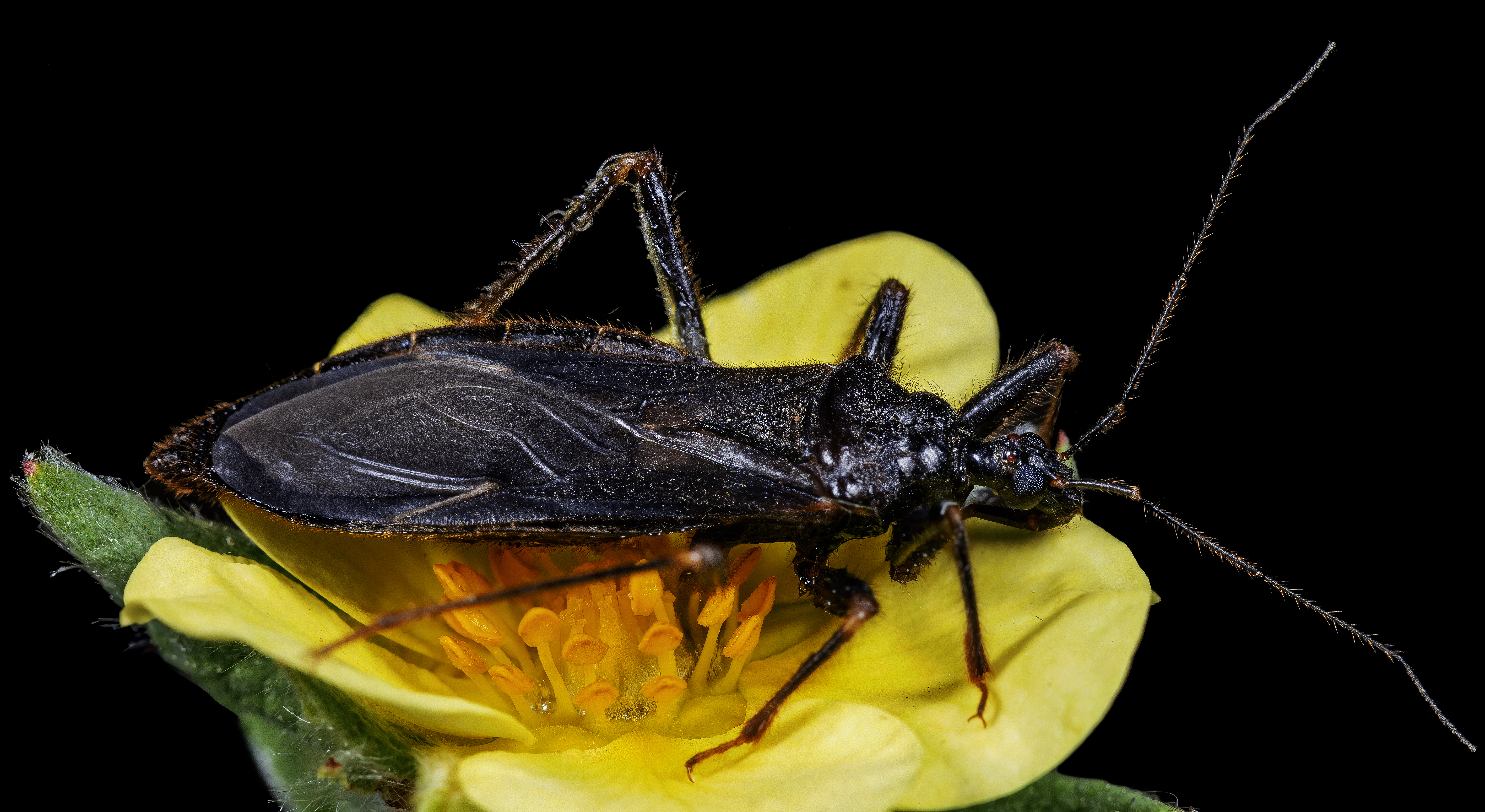
Vue de profil

Le réduve utilise son rostre (genre de stylet ou bec) pour transpercer ses proies. Sauf pour les espèces tropicales hématophages, ce prédateur se sert de ses pattes antérieures pour capturer les insectes dont il se nourrit.

## Biologie
L'insecte se trouve essentiellement dans les habitations, magasins et entrepôts où les larves vivent sur le sol. La poussière qui les camoufle colle sur le corps des larves grâce à une sécrétion adhésive.
C'est un animal nocturne dont la larve se camoufle dans la poussière. Il vit plutôt dans les vieilles maisons et les entrepots où il se nourrit de mouches, araignées, mites ou autres indésirables tels que les punaises des lits, doryphores... Sa piqûre est très douloureuse, mais rare car il n'est pas ordinairement agressif envers les humains.  
Les adultes sont nocturnes et attirés par la lumière. Ils peuvent striduler en frottant l'extrémité de leur rostre dans un sillon strié du prosternum.